# NEUROG3
NEUROG3 (англ. Neurogenin 3) – білок, який кодується однойменним геном, розташованим у людей на короткому плечі 10-ї хромосоми. Довжина поліпептидного ланцюга білка становить 214 амінокислот, а молекулярна маса — 23 077.
| 10         |  | 20         |  | 30         |  | 40         |  | 50         |
| ---------- |  | ---------- |  | ---------- |  | ---------- |  | ---------- |
| MTPQPSGAPT |  | VQVTRETERS |  | FPRASEDEVT |  | CPTSAPPSPT |  | RTRGNCAEAE |
| EGGCRGAPRK |  | LRARRGGRSR |  | PKSELALSKQ |  | RRSRRKKAND |  | RERNRMHNLN |
| SALDALRGVL |  | PTFPDDAKLT |  | KIETLRFAHN |  | YIWALTQTLR |  | IADHSLYALE |
| PPAPHCGELG |  | SPGGSPGDWG |  | SLYSPVSQAG |  | SLSPAASLEE |  | RPGLLGATFS |
| ACLSPGSLAF |  | SDFL       |  |            |  |            |  |            |

A: Аланін

C: Цистеїн

D: Аспарагінова кислота

E: Глутамінова кислота

F: Фенілаланін

G: Гліцин

H: Гістидин

I: Ізолейцин

K: Лізин

L: Лейцин

M: Метіонін

N: Аспарагін

P: Пролін

Q: Глутамін

R: Аргінін

S: Серин

T: Треонін

V: Валін

W: Триптофан

Кодований геном білок за функціями належить до активаторів, білків розвитку. 
Задіяний у таких біологічних процесах, як транскрипція, регуляція транскрипції, диференціація клітин, нейрогенез. 
Білок має сайт для зв'язування з ДНК. 
Локалізований у ядрі.